# Łopienie-Zyski
Łopienie-Zyski – wieś w Polsce położona w województwie podlaskim, w powiecie wysokomazowieckim, w gminie Nowe Piekuty.
Zaścianek szlachecki Zyski należący do okolicy zaściankowej Łopienie położony był w drugiej połowie XVII wieku w powiecie brańskim ziemi bielskiej województwa podlaskiego. W latach 1975–1998 miejscowość administracyjnie należała do województwa łomżyńskiego.
| SIMC    | Nazwa        | Rodzaj    |
| ------- | ------------ | --------- |
| 0402276 | Łopienie-Ruś | część wsi |

Wierni kościoła rzymskokatolickiego należą do parafii św. Kazimierza w Nowych Piekutach.

## Historia wsi
Łopienie zostały wzmiankowane w dokumentach z XVI w. W I Rzeczypospolitej należały do ziemi bielskiej. Tworzyły okolicę szlachecką Łopienie. W jej obrębie znajdowały się:
- Łopienie-Jeże:
  - w roku 1827 we wsi znajdowało się 26 domów z 136 mieszkańcami
  - pod koniec XIX w. wieś liczyła 22 domów, grunty rolne o powierzchni 203 morg, 116 katolików i 12 żydów. Najwięcej gruntów posiadał Franciszek Łopieński-Juchro. Właścicielami karczmy i wiatraka byli miejscowi Żydzi
- Łopienie-Pamięciaki:
  - w roku 1827 we wsi było 14 domów i 71 mieszkańców
  - pod koniec XIX w. wieś liczyła 8 domów, grunty rolne o powierzchni 107 morgów, 57 katolików i jeden prawosławny
- Łopienie-Ruś:
  - w roku 1827 wieś liczyła 5 domów i 28 mieszkańców
  - pod koniec XIX w. we wsi było domów 8, grunty rolne o powierzchni 158 morg, 50 katolików, 2 prawosławnych i 8 żydów. Najwięcej gruntów posiadał Julian Borowski
- Łopienie-Szelągi:
  - w roku 1827 we wsi znajdowało się 28 domów z 159 mieszkańcami
  - pod koniec XIX w. wieś liczyła 19 domów, grunty rolne o powierzchni 196 morg, 121 katolików i 10 żydów. Najwięcej gruntów posiadał Mikołaj Łopieński-Pieróg. Właścicielami istniejącej tu karczmy byli miejscowi Żydzi
- Łopienie-Zyski, również: Zyszki lub Zyzki:
  - w roku 1827 we wsi istniało 15 domów z 99 mieszkańcami
  - pod koniec XIX w. wieś liczyła 17 domów, grunty rolne o powierzchni 198 morg, 102 katolików. Najwięcej gruntów posiadał Wiktor Dłuski[9].

Pod koniec XIX w. Łopienie należały do powiatu mazowieckiego, gmina i parafia Piekuty.
W 1891 we wsi mieszkało 17 gospodarzy uprawiających prawie 100 ha ziemi. W 1921 roku Łopienie-Zyski miały 21 domów i 118 mieszkańców, w tym 4 prawosławnych.
Według kroniki miejscowej placówki oświatowej funkcjonowała tu od 1924 roku dwuklasowa szkoła powszechna. Po II wojnie światowej wznowiono jej działalność. W 1955 roku została przeniesiona do Stokowiska.
W 2008 roku Łopienie-Zyski liczyły 27 domów i 132 mieszkańców.